# رشاد هاغتون
رشاد هاغتون (بالإنجليزية: Rashad Haughton)‏ هو كاتب سيناريو وكاتب ومخرج أمريكي، ولد في 6 أغسطس 1977 في بروكلين في الولايات المتحدة.

## وصلات خارجية
- رشاد هاغتون على موقع IMDb (الإنجليزية)
- رشاد هاغتون على موقع قاعدة بيانات الفيلم (الإنجليزية)
- رشاد هاغتون على موقع كينوبويسك (الروسية)